# Publio Valerio Comazón Eutiquiano
Publio Valerio Comazón Eutiquiano  (m. 222) fue un militar y político romano y aliado del emperador Heliogábalo.

## Carrera pública
Comenzó su carrera militar en Tracia bajo el gobierno de Cómodo. Con el ascenso de Macrino al trono en 217, Eutiquiano orquestó una revuelta dentro de la Legio III Gallica para asegurar el trono a Heliogábalo, emparentado con la dinastía Severa. Eutiquiano fue más tarde recompensado con varios cargos importantes en el imperio, incluyendo la prefectura de la guardia pretoriana, el consulado en 220 y la prefectura de la ciudad entre 220 y 222.
Tras el asesinato de Heliogábalo, Eutiquiano estuvo entre los que fueron perseguidos y asesinados por los pretorianos.